# Masacre del 23 de julio
La masacre del 23 de julio es una masacre ocurrida en dicho día de 1959 en León, Nicaragua, en la avenida contigua al costado oeste de la Alcaldía, entre las 16:30 y las 17:00 hora local. En ella soldados de la Guardia Nacional (comandados por el mayor J. Anastasio Ortiz) dispararon sus fusiles semiautomáticos M1 Garand estadounidenses, de munición 7,62 x 63 mm, contra una manifestación de estudiantes de la Universidad Nacional Autónoma de Nicaragua (UNAN) conocida como el desfile de los pelones, causando 4 muertos y más de 60 heridos.

## La masacre del chaparral

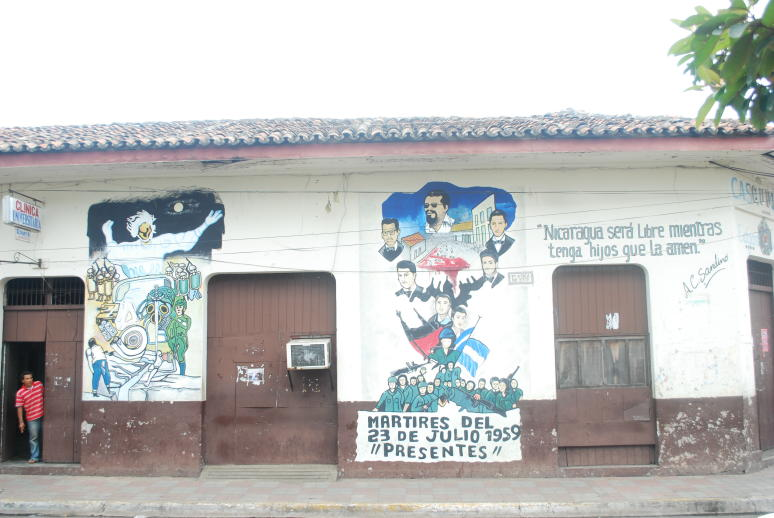
Mural sobre la masacre cerca del sitio donde ocurrió.

Hacia las 16:30 se desarrollaba el tradicional desfile de los pelones, que hacían los estudiantes rapando a los de primer ingreso, que se convirtió en protesta contra la masacre de El Chaparral, ocurrida en junio del mismo año en Honduras, en la que resultó herido Carlos Fonseca, futuro fundador del Frente Sandinista de Liberación Nacional (FSLN); la manifestación iba en dirección sur hacia el cuartel de la Guardia Nacional, ubicado frente al costado oeste del Parque Jérez o Plaza Mayor.
En la esquina de la avenida oeste y la calle sur, la esquina suroeste de la Alcaldía, un pelotón de guardias bloqueó el paso a la manifestación y el mayor J. Anastasio Ortiz, comandante de la guarnición, ordenó abrir fuego causando 4 muertos y más de 60 heridos. Entre los sobrevivientes de la masacre se encuentran el escritor Sergio Ramírez y Vilma Núñez de Escorcia, actual presidenta del Centro Nicaragüense de Derechos Humanos (Cenidh), entonces estudiantes de Derecho.
Una parte de los heridos fueron llevados al Hospital San Vicente y otra a la clínica del doctor Argüello Cervantes. En el hospital faltaron camas y espacio para los heridos.

## Muertos

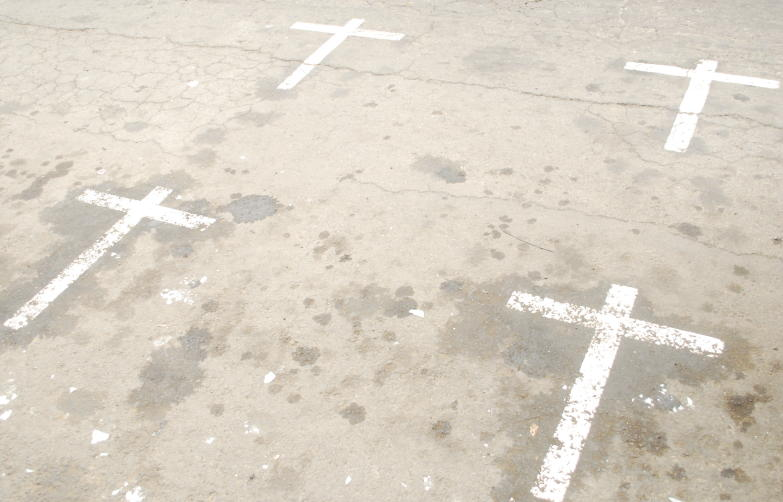
Cruces pintadas en la calle donde ocurrió la masacre.

De los 4 muertos solo Sergio Saldaña era de León y fue enterrado en el cementerio de Guadalupe en dicha ciudad. Los otros 3 fueron enterrados en sus ciudades natales:
- Sergio Octavio Saldaña González (20 años, León)
- José Rubí Somarriba (21 años, El Viejo)
- Erick Ramírez Medrano (17 años, Chichigalpa)
- Mauricio Martínez Santamaría (19 años, Chinandega)

## Día del Estudiante
Por Decreto n.º 1487 de la Junta de Gobierno de Reconstrucción Nacional del 18 de julio de 1984 y publicado en La Gaceta n.º 153 del 10 de agosto del mismo año, se declaró el 23 de julio "Día Nacional del Estudiante Nicaragüense", fecha que es recordada en los centros de enseñanza de los niveles de educación primaria, secundaria y universitaria del país en honor a las luchas del movimiento estudiantil universitario nicaragüense.